# Хищник
Хищник се нарича живо същество, което се храни с животни сходни по размер с него самото и ги убива за сравнително кратко време. За много видове се водят спорове дали са хищници, особено в случаите с някои риби от клас Миноги (Cephalaspidomorphi), които по начин на живот могат да бъдат определени като нещо средно между хищник и паразит.
Думата се използва също така и като име на разред Хищници (Carnivora).